# Dastilbe

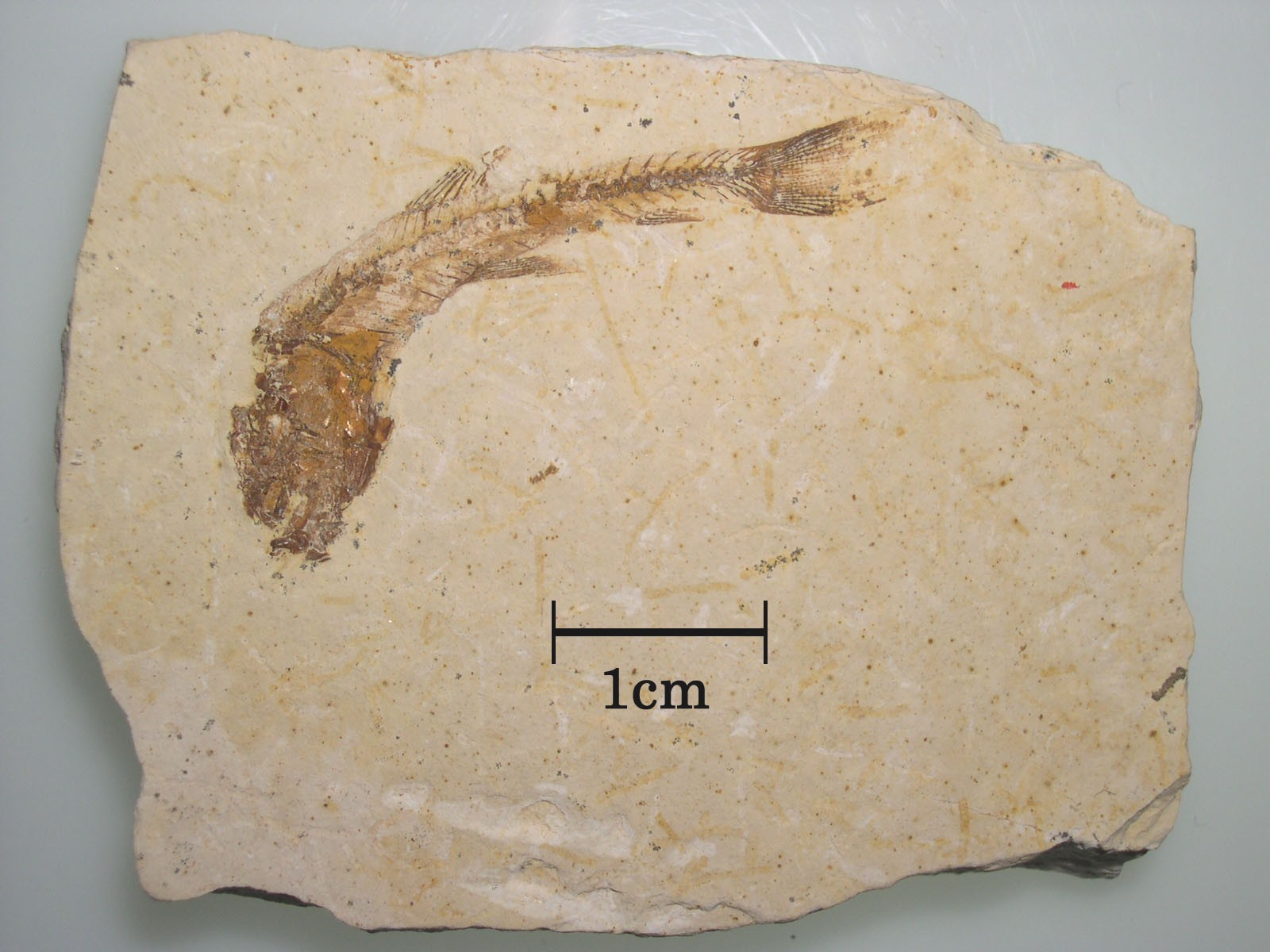
Weitgehend vollständiges, juveniles Exemplar

Dastilbe ist eine ausgestorbene Gattung von Knochenfischen aus der Familie der Chanidae innerhalb der Sandfischartigen. Dastilbe crandalli ist die Typusart und gleichzeitig der einzige allgemein anerkannte Vertreter der Gattung. Fossilfunde stammen aus der Unterkreide (Aptium) von Brasilien und Äquatorialguinea.

## Etymologie und Forschungsgeschichte
Die Erstbeschreibung von Gattung und Typusart erfolgte 1910 durch David Starr Jordan. Jordan gibt in seiner Erstbeschreibung keinen Hinweis auf die Bedeutung des Gattungsnamens Dastilbe. Der Artzusatz crandalli wird hingegen eindeutig als Ehrung für Roderic Crandall ausgewiesen.
Das Belegmaterial für die Erstbeschreibung stammte aus einer Sammlung von fossilen Fischen aus Brasilien, die 1907 von Roderic Crandall im Auftrag des US-amerikanischen Geologen John Casper Branner für das Carnegie Museum in Pittsburgh angelegt worden war. Branner selbst berichtet, er sei bereits 1899 auf die fossilreichen, bituminösen Schiefer in der Umgebung von Riacho Doce aufmerksam geworden und habe seinen Assistenten Crandall beauftragt entsprechendes Belegmaterial aufzusammeln. Die Sammlung enthielt, neben zahlreichen anderen Fischfossilien, mehr als 53 vollständige und 94 fragmentarisch erhaltene Belegexemplare von Dastilbe crandalli aus der Muribeca-Formation von Riacho Doce im brasilianischen Bundesstaat Alagoas.
1947, 1955 und 1972 stellte Rubens da Silva Santos mit Dastilbe elongatus, Dastilbe moraesi und Dastilbe minor drei weitere Arten von anderen Fundstellen Brasiliens in die Gattung Dastilbe. Die Gültigkeit dieser Arten wurde von späteren Autoren jedoch stark in Zweifel gezogen.
1989 wurde die Gattung mit Dastilbe batai erstmals außerhalb Brasiliens nachgewiesen. Auch in diesem Fall wurde die Gültigkeit als eigenständige Art von späteren Autoren in Frage gestellt.

## Merkmale
Dastilbe war ein mittelgroßer Fisch, der eine Standardlänge von bis zu 210 mm erreichen konnte. Praemaxillare, Maxilla und Dentale sind unbezahnt. Von den Otolithen des Gleichgewichtsorgans ist der Asteriscus stets größer als die Sagitta.
Belegexemplare von Dastilbe zeigen ein relativ großes Maß an phänotypischer Variation selbst innerhalb der Population einer einzelnen Fundstelle. Klassische meristische („zählbare“) Merkmale wie etwa die Anzahl an Flossenstrahlen sind deshalb für die Unterscheidung einzelner Arten innerhalb der Gattung Dastilbe nicht geeignet.
Als gattungstypische Merkmale gelten der große, eiförmige und glatte Kiemendeckel, die Lage der Afterflosse näher zur Schwanzflosse als zu den Bauchflossen und die tief gegabelte Schwanzflosse selbst.

## Systematik

### Arten
Neben der Typusart Dastilbe crandalli wurden zwischen 1947 und 1989 mehrere weitere Arten der Gattung Dastilbe beschrieben, deren Gültigkeit jedoch nicht von allen Autoren gleichermaßen anerkannt wird.
- Dastilbe batai Gayet, 1989: Einziger Nachweis der Gattung aus Afrika; wird als Juniorsynonym von Dastilbe crandalli gewertet.[3]
- Dastilbe crandalli Jordan, 1910: Typusart und einzige allgemein anerkannte Art der Gattung.
- Dastilbe elongatus Santos, 1947: Crato-Formation; wird als Juniorsynonym von Dastilbe crandalli gewertet.[3][11]
- Dastilbe minor Santos, 1972: 2008 als Nomen nudum gewertet;[12] wurde 2012 als Nanaichthys longipinnus in eine eigene Gattung (Nanaichthys) gestellt.[13]
- Dastilbe moraesi Santos, 1955: Areado-Formation; 2008 als Juniorsynonym von Dastilbe crandalli gewertet.[12] Einige Autoren werten das Taxon allerdings nach wie vor als gültige, eigenständige Art.[14]

### Äußere Systematik
Jordan interpretierte die Gattung Dastilbe in seiner Erstbeschreibung als Vertreter der Familie der Heringe (Clupeidae) und vermutete eine enge Verwandtschaft mit der Gattung Halecopsis aus dem Eozän Europas. Der französische Wirbeltierpaläontologe Camille Arambourg widersprach 1935 dieser Deutung und stellte Dastilbe in die Familie der Milchfische (Chanidae). Diese Zuordnung wurde von späteren Bearbeitern bestätigt.
Die Milchfische sind, neben den Sandfischen (Gonorynchidae) und den Schlankfischen (Kneriidae), eine Familie innerhalb der Ordnung der Sandfischartigen (Gonorynchiformes). Die Familie der Milchfische wird rezent nur durch eine Gattung (Chanos) mit einer einzelnen Art, dem Milchfisch (Chanos chanos), vertreten. Neben Dastilbe sind allerdings mit Parachanos, Tharrhias, Aethalionopsis, Gordichthys und Rubiesichthys mehrere fossile Gattungen der Familie bekannt. Das nebenstehende Kladogramm zeigt die systematische Stellung von Dastilbe innerhalb der Sandfischartigen basierend auf einer phylogenetischen Analyse aus einer Kombination von molekulargenetischen und morphologischen Merkmalen.

## Palökologie

### Paläogeographische Verbreitung
Fossilnachweise von Dastilbe liegen aus dem Aptium folgender Sedimentbecken vor:
- Sergipe-Alagoas-Becken (Muribeca-Formation; Typuslokalität; Brasilien)
- Araripe-Becken (Nova Olinda-Member der Crato-Formation; Brasilien)
- Pernambuco-Paraíba-Becken (Cabo-Formation; Brasilien)
- Sanfranciscana-Becken (Areado-Formation; Brasilien)
- Parnaíba-Becken (Codó-Formation; Brasilien)
- Gabun-Becken (Cocobeach-Gruppe; Äquatorialguinea)

Diese Sedimentbecken sind Teile des initialen Riftsystems das im weiteren Verlauf zum Zerbrechen West-Gondwanas und der Öffnung des Südatlantiks führte.

### Habitat
Dastilbe stellt das bei Weitem häufigste Makrofossil des Nova Olinda-Members innerhalb der Crato-Formation. Die Gesteine dieser Konservatlagerstätte wurden in einem ausgedehnten See oder einer Lagune im nordöstlichen Bereich des Araripe-Beckens abgelagert. Die heutige Verbreitung der feinlaminierten, mikritischen Plattenkalke des Nova Olinda-Members belegen eine Ausdehnung des Wasserkörpers von mindestens 75 × 50 km. Lithologie und Geochemie der Plattenkalke lassen auf einen stabil geschichteten Wasserkörper mit einer gut durchlüfteten, oberflächennahen Süßwasserschicht und stagnierenden, anoxischen und/oder hypersalinaren Tiefenwässern schließen. Der britische Paläontologe David Martill schätzt 2011, dass in den Plattenkalken des Nova Olinda-Members im Durchschnitt ein Individuum von Dastilbe pro Quadratmeter Schichtfläche fossil erhalten ist und beziffert die Gesamtzahl der in den Aufschlüssen der Fossillagerstätte vorhandenen Exemplare mit rund 136 Millionen Einzelindividuen.

### Lebensweise

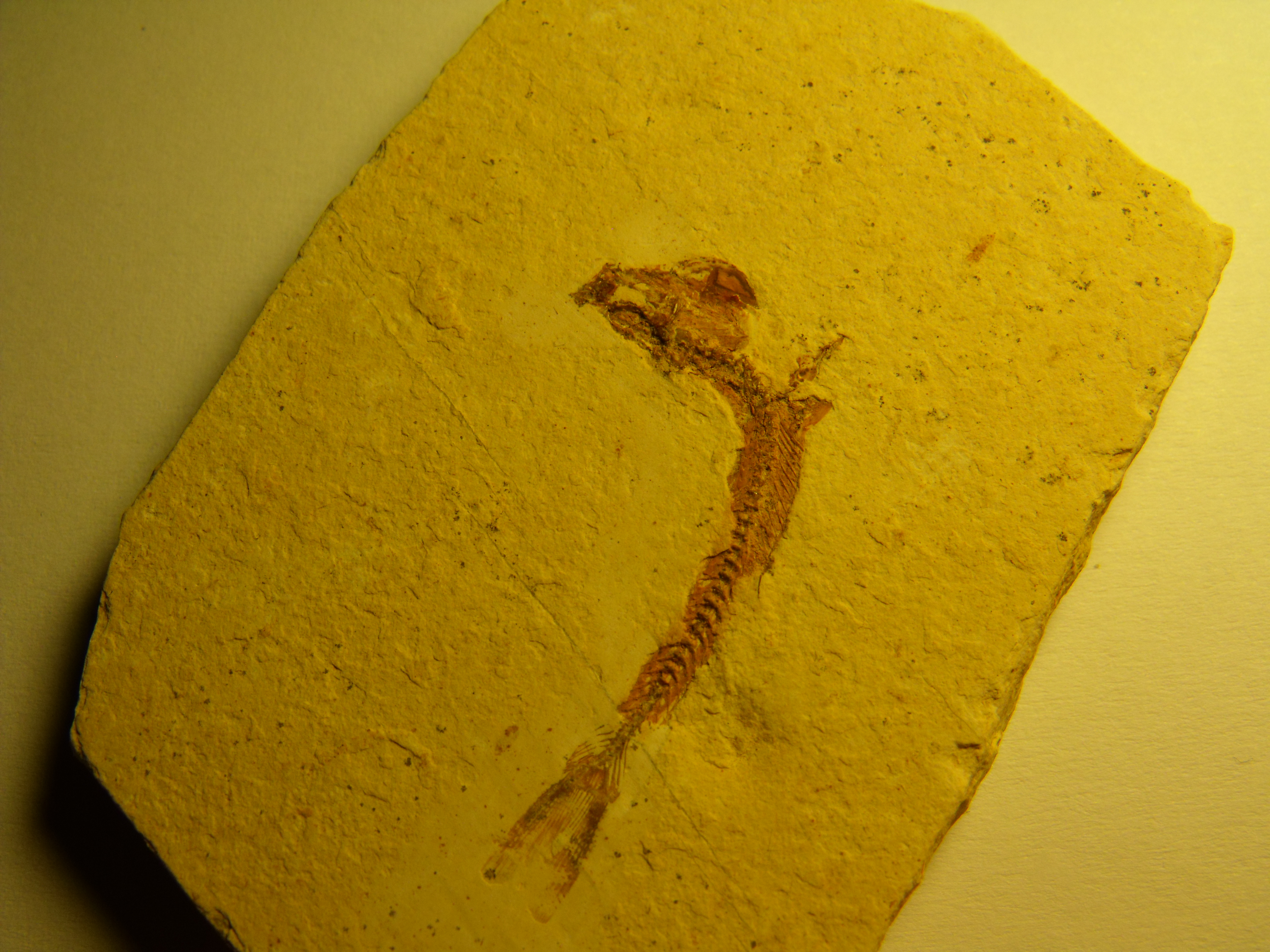
Exemplar in typischer Erhaltung mit ventral bereits teilweise vom Rumpf gelöstem Schädel

Für Dastilbe wird eine anadrome oder katadrome Lebensweise vermutet. Auf einzelnen Schichtflächen des Nova Olinda-Members finden sich oft hunderte, wenn nicht gar tausende, Exemplare von annähernd gleicher Größe, was nicht nur für ein Massenauftreten in diesem Ablagerungsraum spricht, sondern auch für gelegentlich auftretende Massensterben. Dicht gepackte Massenansammlungen von Dastilbe scheinen im Nova Olinda-Member jedoch nicht aufzutreten. Bei vielen Exemplaren ist der Schädel bereits teilweise vom Rumpf gelöst. Das spricht dafür, dass die toten Fische noch längere Zeit im Wasser trieben, bevor sie zu Boden sanken und im Sediment eingebettet wurden.
Die überwiegende Mehrheit der Exemplare aus dem Nova Olinda-Member weist eine Standardlänge von weniger als 65 mm auf. Es handelt sich demnach großteils um Jungfische. Große Exemplare mit einer Standardlänge von über 150 mm, die als geschlechtsreife Adulttiere gedeutet werden, treten dagegen nur vereinzelt auf und mittelgroße Exemplare mit einer Standardlänge zwischen 65 und 150 mm scheinen weitgehend zu fehlen. Der Gesamtbefund aus dem Nova Olinda-Member wird dahingehend interpretiert, dass geschlechtsreife Exemplare von Dastilbe den See oder die Lagune aufsuchten um hier zu laichen. Die Jungfische verblieben in dem relativ geschützten Habitat, bis sie eine bestimmte Größe erreicht hatten und in ihren eigentlichen Lebensraum abwandern konnten. Massensterben, die möglicherweise durch Sturmereignisse und ein dadurch bedingtes Zusammenbrechen der stabilen Wasserschichtung (Süßwasser über anoxischen und/oder hypersalinaren Tiefenwässern) ausgelöst wurden, betrafen dementsprechend hauptsächlich Jungfische und vereinzelt versprengte Adulttiere, die es verabsäumt hatten die Laichgründe rechtzeitig wieder zu verlassen.
Fossilbelege zeigen, dass sich adulte Exemplare mit einer Standardlänge von mehr als 150 mm piscivor ernährten und kleinere Fische erbeuteten, wobei auch Jungfische der eigenen Art nicht verschmäht wurden. Der Befund ist insofern bemerkenswert, da auch adulte Exemplare von Dastilbe über keine Zähne an den Kieferrändern verfügten, die ein Fassen und Fixieren der Beute erleichtert hätten. Für juvenile Exemplare liegt kein Fossilbeleg einer räuberischen Lebensweise vor. Sie ernährten sich vermutlich von Mikroorganismen.

## Illegaler Fossilienhandel
In Brasilien ist das Suchen nach Fossilien ohne Genehmigung durch das National Department of Mineral Production (DNPM) per Gesetz verboten. Die brasilianische Verfassung legt zudem fest, dass alle auf brasilianischem Staatsgebiet gefundenen Fossilien automatisch Staatsbesitz sind. Handel mit und Export von Fossilien sind damit nach brasilianischem Recht illegal und können mit Haftstrafen von bis zu 20 Jahren geahndet werden. Dessen ungeachtet blüht der Schwarzmarkt. Insbesondere die zahlreichen Fossilbelege von Dastilbe werden weltweit zum Verkauf angeboten und sind Teil heftiger Fachdebatten über die Sinnhaftigkeit solcher Regelungen.